# Cannota dodecantha
Cannota dodecantha is een hydroïdpoliep uit de familie Dipleurosomatidae. De poliep komt uit het geslacht Cannota. Cannota dodecantha werd in 1879 voor het eerst wetenschappelijk beschreven door Haeckel. 